# Onda (Castellón)
Onda ist eine Stadt in der Provinz Castellón in der spanischen autonomomen Region Valencia. Sie liegt etwa 20 Kilometer westlich der Provinzhauptstadt Castellón de la Plana im Bezirk Plana Baja (etwa auf halber Strecke der Straße zwischen Castellón und Segorbe) und zählt 25.817 insgesamt (Stand: 2024) überwiegend valencianischsprachige Einwohner.
Die Stadt Onda entstand um die Ruinen eines alten Kastells herum und weist architektonisch noch zahlreiche arabische bzw. maurische Spuren auf, so z. B. das Maurenviertel Almodí. Letzter maurischer Herr der Burg Onda war der Emir Zayyan Ibn Mardanīsch, ehe er sich im Jahre 1229 Valencias bemächtigte. Ab 1233 fiel die Region an Aragon, 1238 auch Valencia. Historisch sehenswert sind in Onda aber vor allem auch die aus dem 13. Jahrhundert stammende romanische Kirche des Heiligen Blutes (Iglesia de la Sangre) und die aus dem 18. Jahrhundert stammende Barock-Kirche der Himmelfahrt Marias (Iglesia de la Asunción).
Onda ist ein Zentrum der Azulejo-Produktion.

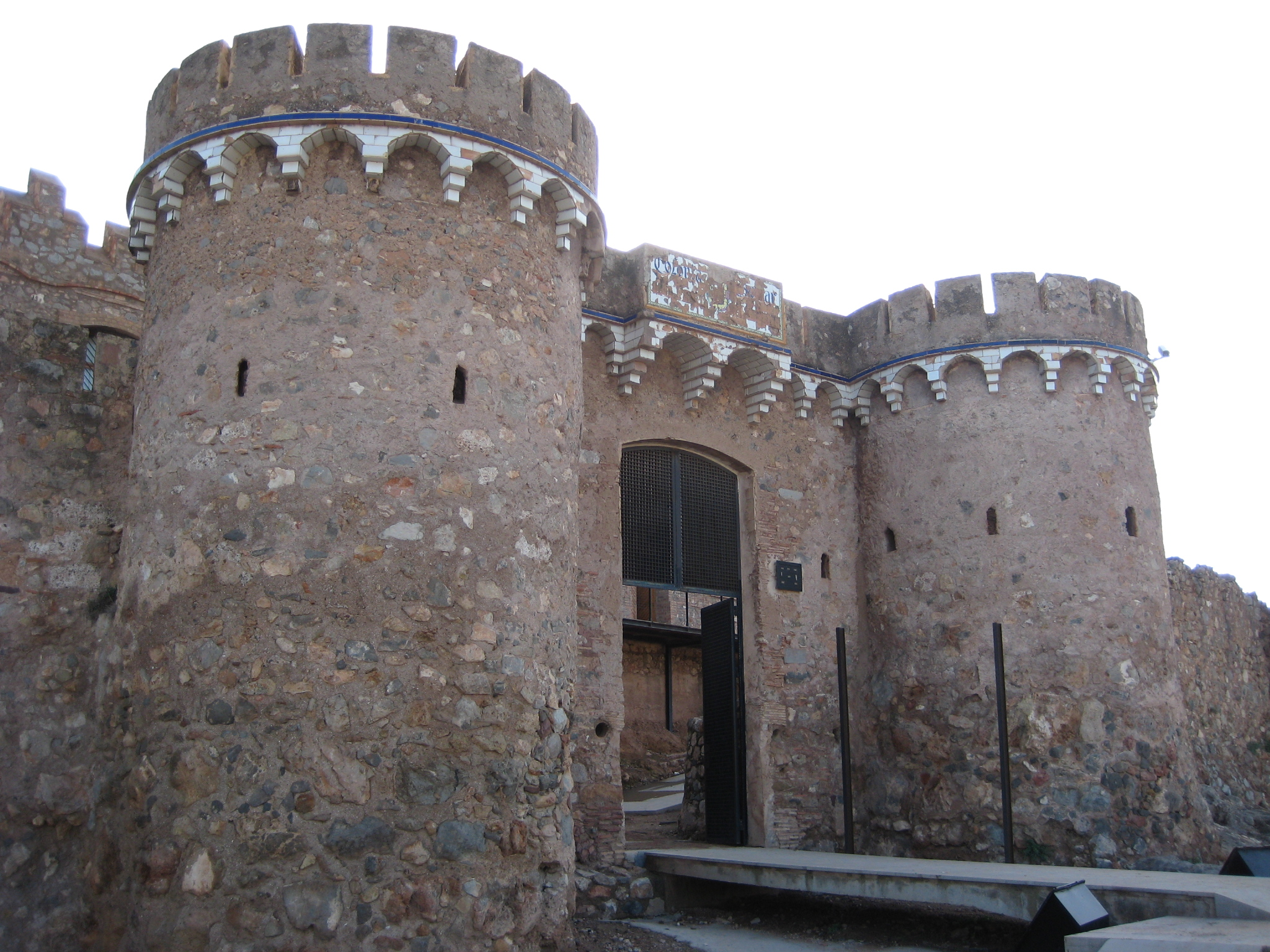
Kastell der 300 Türme
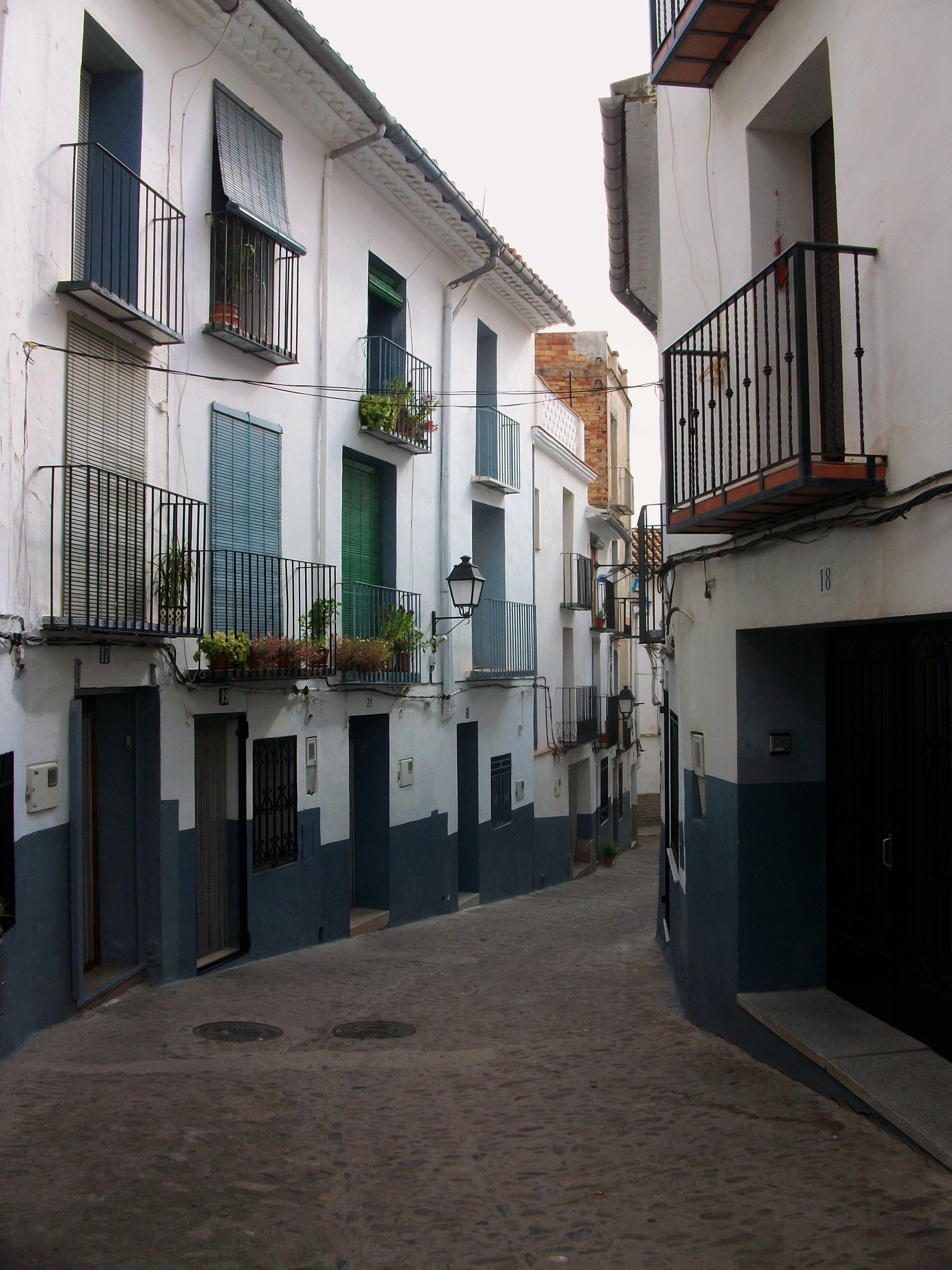
Straße im ehemaligen Maurenviertel Morería
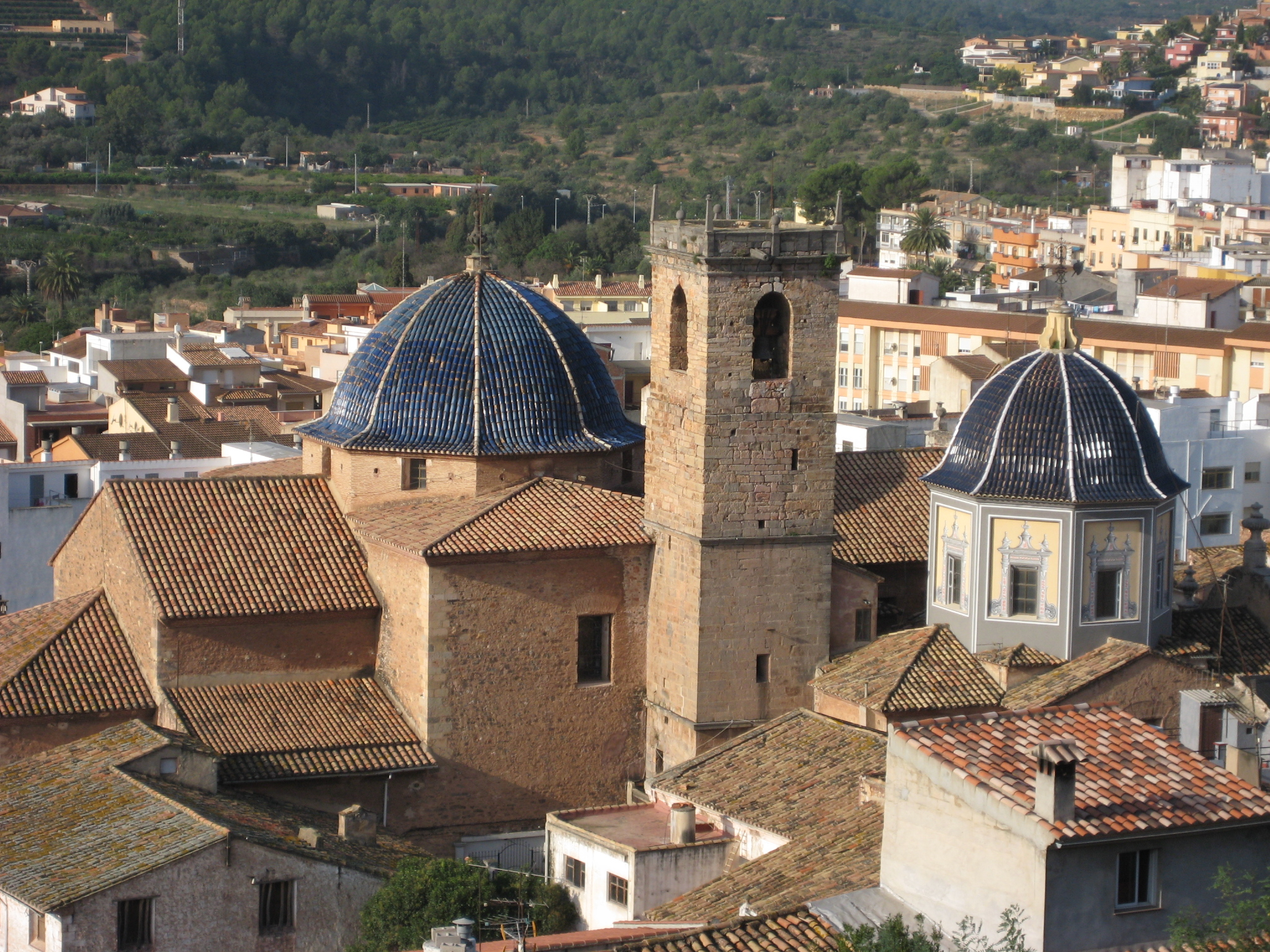
Blick über die Himmelfahrtskirche
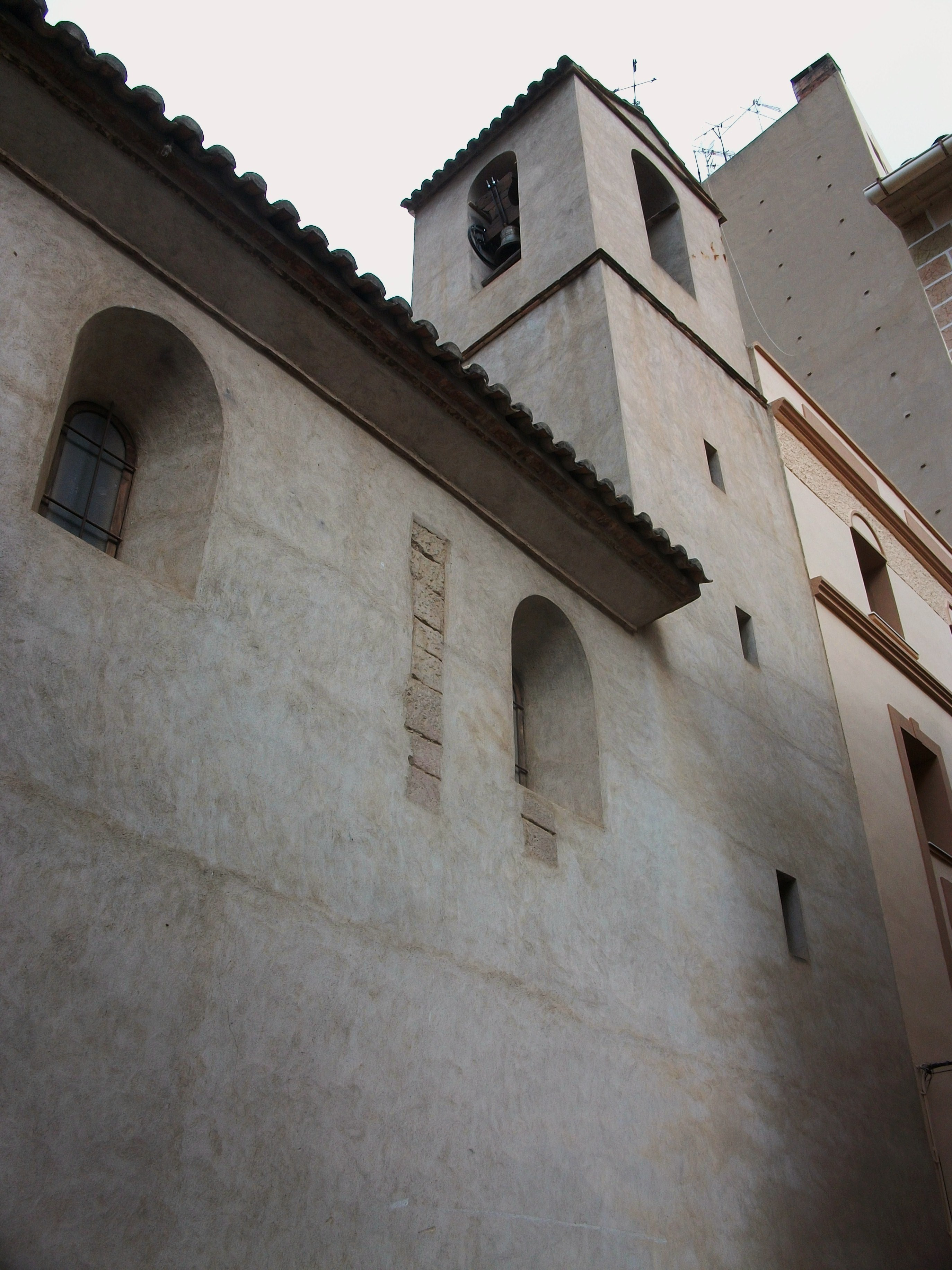
Glockenturm der Kirche des Heiligen Blutes